# Katira
Katira (arab. قطيرة) – wieś w Syrii, w muhafazie muhafazie Aleppo. W 2004 roku liczyła 106 mieszkańców.